# II-VI族半導体
II-VI族半導体（にろくぞくはんどうたい）は、II族元素とVI族元素を用いた半導体である。II族元素（第2族元素・第12族元素）としてはマグネシウム(Mg)・亜鉛(Zn)・カドミウム(Cd)・水銀(Hg)が、VI族元素（第16族元素）としては酸素(O)・硫黄(S)・セレン(Se)・テルル(Te)をよく用いる。
これらを組み合わせて、酸化亜鉛(ZnO)・テルル化カドミウム(CdTe)・セレン化亜鉛(ZnSe)などを作製する。

## 特徴
II-VI族半導体はイオン結晶性が強く、固いがもろいものが多い。また、組成を変えることでバンドギャップを大きく変化させられる。可視光線や赤外線領域に相当するバンドギャップを持つ半導体は、発光素子・受光素子の材料として用いられている。